# Чугинка
Чугинка — село в Станично-Луганском районе Луганской области рядом с российско-украинской границей. Население — 1 128 человек. С 27 февраля 2022 года населённый пункт де-факто контролируется самопровозглашенной Луганской Народной Республикой.
После развала колхоза, земли вокруг села используются местными жителями главным образом для собственных сельскохозяйственных нужд.
Рядом с селом протекает река Деркул.
Неподалёку от села находится Киселева балка.
Соседние населённые пункты — Александровка, Козачий, Золотарёвка, Вольное.
В селе родился, жил и умер Герой Советского Союза Андрей Золкин.
Ежегодно 19 января чугинцы отмечают день освобождения села от немецко-фашистских захватчиков. В этот день у памятника солдату-освободителю совершается панихида по усопшим воинам.
В селе действует-Свято-Иоанно-Предтеченский мужской монастырь — православный мужской монастырь Луганской епархии Украинской Православной Церкви. 31 мая 2007 года Священный Синод УПЦ благословил преобразование прихода местного храма свв. апп. Петра и Павла (открытого в 1994 г.) в монастырь. Наместник монастыря: архимандрит Варфоломей (Кузнецов).